# Mosa Mputsoe
Mosa Mputsoe es una deportista lesotense que compitió en taekwondo. Ganó una medalla de oro en el Campeonato Africano de Taekwondo de 1998, en la categoría de +72 kg.

## Palmarés internacional
| Campeonato Africano | Campeonato Africano | Campeonato Africano | Campeonato Africano |
| Año                 | Lugar               | Medalla             | Categoría           |
| ------------------- | ------------------- | ------------------- | ------------------- |
| 1998                | Nairobi (Kenia)     | Medalla de oro      | +72 kg              |